# Peter Seifert (Politiker, 1941)
Peter Seifert (* 27. Juli 1941 in Zwickau) ist ein deutscher Politiker (SPD). Er war von 1993 bis 2006 Oberbürgermeister der Stadt Chemnitz (Sachsen).

## Leben
Seifert legte im Jahr 1959 an der Erweiterten Oberschule Gerhart Hauptmann in Zwickau sein Abitur ab. Danach nahm er an der Technischen Hochschule Karl-Marx-Stadt ein Studium auf, das er als Diplomingenieur beendete. Danach war er im Bereich der Computerentwicklung und Datenverarbeitung tätig, zuerst beim VEB Robotron, dann im Messgerätewerk Zwönitz. Im Jahr 1974 promovierte er zum Dr.-Ing.
Im Dezember 1989 trat er in die SPD ein und wurde 1990 in den Stadtrat von Chemnitz und zum Fraktionsvorsitzenden der SPD gewählt. Bereits vorher hatte er in der Wendezeit kurzzeitig der Stadtverordnetenversammlung als Vertreter der oppositionellen Bewegungen und Parteien angehört.
Seifert wurde im Jahr 1993 nach Dieter Noll (CDU, Mai 1990–1991) und als Nachfolger von Joachim Pilz (CDU, 1991–1993) nach der noch geltenden Kommunalverfassung der DDR vom Chemnitzer Stadtrat zum Oberbürgermeister gewählt.
Nach neuer Sächsischer Gemeindeordnung wurde der Oberbürgermeister erstmals im Jahr 1994 direkt gewählt und Seifert mit über 73 % der Stimmen im Amt bestätigt. Im Jahr 2001 erfolgte seine erneute Wiederwahl mit fast 70 %.
Im Jahr 2000 warf der rechtsextreme Stadtrat Martin Kohlmann (Pro Chemnitz) Seifert in einer Stadtratssitzung vor, einen Luftangriff auf Chemnitz im Zweiten Weltkrieg „verniedlicht“ zu haben. Daraufhin beleidigte Seifert Kohlmann, wofür er später zur Zahlung eines Schmerzensgeldes an Kohlmann verurteilt wurde.
Seifert schied am 31. Juli 2006 nach 13 Jahren aus dem Amt und ging aus gesundheitlichen Gründen in den Ruhestand. Seine Nachfolge trat Barbara Ludwig (SPD) an.
Seifert ist Vorsitzender des Hochschulrates sowie der Gesellschaft der Freunde der Technischen Universität Chemnitz und Präsident des LAC Erdgas Chemnitz.
Seifert ist verheiratet und hat zwei Söhne.

## Ehrungen
Am 28. Mai 2011 verlieh ihm der sächsische Landtagspräsident Matthias Rößler „als Anerkennung für seine verantwortungsvollen Tätigkeiten, für sein langjähriges und vor allem erfolgreiches Wirken in der Chemnitzer Kommunalpolitik“ die Sächsische Verfassungsmedaille. Am 15. Oktober 2012 wurde ihm durch den sächsischen Ministerpräsidenten Stanislaw Tillich in Würdigung seines Wirkens für die Stadt Chemnitz das Bundesverdienstkreuz 1. Klasse verliehen. Die Stadt Chemnitz ernannte ihn im Jahr 2016 zum Ehrenbürger.